# 閉ざされたネルガル
『閉ざされたネルガル』（とざされたネルガル）は、あるまるみによる日本の漫画。『月刊少年ガンガン』（スクウェア・エニックス）の漫画投稿コーナー「GGグランプリ」エントリー作品として勝ち抜きを達成し、2006年8月号の読み切り掲載を経て、2007年2月号より2010年10月号まで連載された。また、同社のウェブコミック配信サイト『ガンガンONLINE』でスピンオフ作品「閉ざされたネルガル 獄中絵日記」が2009年7月23日更新分より2010年9月16日更新分まで連載されていた。2016年4月14日更新分より本編のリバイバル連載が開始した。
単行本は全7巻。

## あらすじ
非合法の魔法で一国を壊滅させた罪で、現在「絶望の丘（ディスペアヒルズ）」監獄の地下の結界独房に閉じ込められている『暗黒魔導士』ネルガル。しかし彼は無実の罪で幽閉されていた。

## 登場人物
マクシミリアン・ネルガル
本作の主人公。
かつては「世紀の魔導士」と呼ばれ、22歳でガゼル国国王の側近を務めるほどのエリートだったが、今では「禁呪によってサシュ公国を壊滅させた」という無実の罪によって、死刑囚として地下監獄に幽閉されている。血液型はA型で冷え性。自分の無実を証明しようと脱獄を企てるものの、ことごとく失敗する。
呪文を唱えさせないために、口には呪符が貼られている。そのため会話は常に紙筆談。そのせいか、最近の趣味はポエムらしい。
「悪逆無道の闇の魔導士」「地獄のネルガル」などといった肩書きを持つが、当人の性格は温厚でポジティブで涙もろいお人好し。生粋の花好き。可愛いものが大好きで、猫やネズミといった小動物や、ぬいぐるみ、果てはキノコにまで名前をつけたりする。料理の腕もそれなりで、学生時代はレストランでアルバイトをしていたこともあるらしい。また黒い長髪のためか、女性に間違えられナンパされたことがあるとキイスに告白している。
サニーやゼロ等の囚人達との日常、する事成す事全て（色々な）誤解を生んでしまい、尾ひれに尾ひれが付いてより残虐なイメージばかりが一人歩きをしている。囚人たちの間では「ボス」に祭り上げられ、サニーからは「今一番熱い囚人No.1」とまで言われている。
囚人達との「逆・鬼ごっこ」時の身のこなしや囚人たちの発言を見る限り、体術や走力は相当なものである。
「変身魔法でネルガルに化けた誰か」が事件を起こしたり、獄中のネルガルを見張るスパイを潜り込ませたりと、国家ぐるみの大きな陰謀に巻き込まれている。
左右の手で別々の呪文を発動する事が出来、足を使っても呪文を発動できる等、常軌を逸した強さを誇り、又左目から魔法を構造式で見る能力を有していて、それが「世紀の魔導士」の所以となっている。
ガゼル城にて偽王子の血を入手し、暗号も偽王子本人が発した為に二重封印が解除。肉声を発する事ができるようになる。
偽王子（=囚人27号）と交戦、彼の放つ数々の魔法を的確に対処し圧倒、奥の手の爆砕魔法も退ける。
事件収束後は新たなガゼル国国王、ルディアンディラスの側近になる。
サニー・クライズラー
絶望の丘監獄に務める、ネルガルの担当看守。金髪。17歳。
異常なまでに前向きな性格だが、常に暴走していることが玉にキズ。ネルガルの訴えが届かない原因のひとつに彼の行動の奇天烈さがあげられるといっても過言ではない。その天然さは、キイスの裸を見ても女性だと気づかないほど。
文字と空気がまったく読めないが、真冬の池を氷を粉砕しながら泳いだり、瓦礫や巨大な雪だるまに埋もれても傷一つないなど、いわゆる「無敵超人」並みの身体的スペックを誇っている。過去に一年間、山ごもりでの体術修行の経験がある。食べ物を粗末にした者、ネルガルを攻撃し傷つけたものには容赦をしない。ゼロから「クレイジーサニー」の肩書きを得る。
成り行きにより、ゼロからネルガル団No.3の座を得る。ジェイミーとそのNo.3の座を賭けて勝負をするものの、見事に圧勝する。その後、勝手に死刑囚であるネルガルを連れ出したことと、余りの不真面目さによって解雇されてしまう。
偶然出会ったケイティの話を聞き、そこで初めてネルガルが無実であることを知る。
女装をすると姉のルーシーそっくりで、非常に可愛くなる。
とある一件でネルガルに魔法の才を見出され、回復魔法を習得する。その後ゼロから教わっていた開門魔法でネルガルらのピンチを救う。事件解決後はネルガルの弟子となる。
キイス・アールズ
監獄の新人看守（後に正式看守となる）。無愛想な性格でネガティブ系の妄想族。赤毛で、本人はこのことをとても気にしている。
その正体はネルガルを監視（？）するために送り込まれたスパイ。自分が敵対の対象と認識した相手に恐ろしく残酷で、隠しナイフなどの複数の武器を携帯し、常にネルガルを殺害するチャンスを狙っている。正体を隠してはいるものの、偶然盗み聞きしていたネルガル自身に正体を知られてしまう。
実は女であり、ネズミと怪談が大の苦手という女性らしい一面も。だが、ネルガルを殺す為に連れて行こうとした毒蛇には「フランソワーズ」という名前を付けて可愛がっていた。また美形の為か、作中一女性に人気がある。
しかし、終盤でようやくネルガルが無実だということ、ボスに騙されていたということを知り、トマスから事の真相を聞き、ディルラント一味に離反。単独行動を取りディルラントの首を狙っていた。事件収束後は、ニナ（囚人27号）の担当看守となる。
ゼロ
監獄に収容されている囚人の一人。初登場時は「サニーが選ぶ今年最も輝いてた囚人第三位」囚人27号。仮面をつけている。生まれたときから終身刑に決まっているとの事。本物の魔導士で、移動魔法や爆破魔法を使用することができる。
かなりマイペースな性格。独房は非常に豪華で、朝食も優雅で、雑誌、菓子なども普通に調達できる模様。人をおちょくるのが好きで、ネルガルを「ボス」と呼びつつ彼を弄んで楽しんでいる。ネルガルを玩具にしていて、例えば「口をふさがれても魔法や武器召喚が出来る」（実際は彼が唱えている）と言いふらすなど、ますます囚人たちからのイメージを悪く（良く？）したこともある。
本来口を利いてはならない危険人物だが、サニーは普通に話をしているらしく、彼によると、最近声変わりをしたらしい。さらになで肩を気にしているらしい。
監獄内で「ネルガル団」という悪の秘密結社（？）を結成する。自称ネルガル団No.2で参謀（No.3はサニー、No.4はジェイミー）。実は、ネルガルが無実であることを初期から知っている唯一の人物。
目的は不明だが、ネルガルの脱獄計画を察知しては、その努力を嘲笑うかの様にことごとく邪魔をする。だが、ネルガルが殺されそうになった際には助けに来るなど、不可解な点が目立つ。
その正体は…
ジェイミー・カフマン
B号棟収容の囚人で、調達屋をやっている。16歳。背が低く子供っぽいため、他の看守たちからは可愛がられている（本人は馬鹿にされていると思っている）。
ブランド商品の偽造販売を行ったため、囚人となった。
ネルガルの大ファンで、ネルガルを「兄貴」と呼ぶ。ネルガルから（穴掘りのための）ナイフの調達を頼まれたことをきっかけに親しくなる。
ネルガル団No.3の座を争い、サニーと対決するが、彼の超人的な運動神経、及びその目茶苦茶さの前に完敗。No.4に落ち着く。
少年の頃はリトルリーグに入っていたらしい。
ルディアンディラス（ゼロ）の即位式にて、刑期を終えて出所していることが判明。彼曰く「ネルガルらがいない監獄はこりごり」との事で、真っ当な道を歩む事にしている。
スタンバーグ
ネルガルが来るまで監獄者のボス的存在だった人物。ネルガル同様元従騎士。ネルガルに勝負を仕掛けたが、あっさり負けてしまう。その際、囚人たちから「奴の重圧から解放された」と発言しているところから、あまりよく思われていなかったらしい。ネルガルには「ハンバーグ」とよく名前を間違えられる。猫アレルギー。
ミゲル・フェルナンド
監獄の本採用看守の一人。「囚人虐めのミゲル」と言われ、気に入らない囚人に難癖をつけては懲罰室に連行し、袋叩きにするという噂があった。
スタンバーグからの依頼でネルガルを陥れようと目論むが失敗。この時、前歯が一本折れてしまっている。その後、囚人になってしまい今まで散々貸しを付けてきたスタンバーグらと共にネルガル（実はジェイミーの変装）に御礼参りしようとするが、またもやサニーのせいで失敗に終わり、誤解の末懲罰室へ連行される。
ウォルター
絶望の丘監獄の看守。新人であり、幼なじみでもあるサニーにいつも振り回されている。ちなみに、サニーの暴走に巻き込まれ、色々あって故郷を去らねばならなくなった過去がある。その後は更生して魔法学校を卒業したらしく、魔法が使える。サニーの姉を畏怖しており、彼女が監獄に来た（実際はサニー本人の女装）際は必死で弁解していた。
巨人
懲罰房の一番広い部屋で寝ていた巨人。凶悪な外見だが、内面はピュアなベジタリアン。体調が悪かったところをネルガルに助けられ、ネルガルと親友となる。彼への感謝の気持ちとして、自分の仮病を用いて彼を脱獄させようとするが、腹を切られそうになった際、友情を優先したネルガルが戻ってきた事により失敗に終わる。
事件収束後は、ガゼル城の門番となった。
イアン・グレアムズ
茶髪の青年で、左に泣き黒子がある。
ネルガルの脱獄計画を見抜き、それをバラさない代わりに、自分も脱獄化策部隊（彼の思い違いだが）「ネルガル団」に入れろと脅迫する。
無事入団するも、No.2ゼロの明らかに脱獄とは関係ない会議内容に憤り、ネルガルを操り彼を脱退させる。
本名はグレアム・ルーディンという連続毒殺犯。脱獄中にネルガルを裏切り彼の抹殺を試みるも、駆けつけたゼロにより返り討ちにあう。
ネルガルはゼロに看守に発見され処刑されたと聞かされていたが、本当は懲罰房に送られ、巨人に脅えながら過ごしていた。
真実が発覚した時、ゼロに痺れ薬を作らされ毒見させられていた事が発覚する。
ケイティ・アトウッド
スミス新聞社の社員。12話でネルガルの出した無罪主張の手紙を見て、友人と偽り、ネルガルに取材を申し込む。
どさくさに紛れてネルガルからこっそり手紙を預かり、『是非見てほしいモノがある』というネルガルの隠し家に侵入する。
カーン
アトウッドの後輩。ケイティと共にネルガルの隠れ家に潜入するが、バカ丁寧で天然なネルガルのおもてなしによって疲労困憊する。
泣き上戸。
トマス
サシュ公国の都市、ハイデムデリアでスリを行っていたストリートチルドレン。 ネルガルをターゲットにし、持っていた袋を奪うもネルガルに捕まる。その様子を見かねたネルガルに昼食をおごってもらう。その後一緒に観光を楽しむものの、記念撮影の最中に城が消滅、咄嗟に現場に走ったネルガルを追いかけ、そこで二人のネルガルを目撃する。 その事件現場の様子を、偶然、持っていたカメラに収めてしまうが、その所為で、証拠隠蔽を目論むディルラント一味から命を狙われ、保身の為、そしてネルガルへの報告の為にわざと囚人となり、「絶望の丘監獄」に収容される。
監獄でネルガルと接触した日の夜、「証拠隠蔽を目論む者」の使いであるスキナーに写真を燃やされ、殺されそうになるも、それを盗み聞きしていたキイスに助けられる。
ディルラント
キイスをネルガル監視の目的で監獄に潜入させた。何世代も昔の魔女や黒魔導師が着用していそうな黒マントを身に纏っており、顔は見えない。行動や性格はかなり間抜けで、キイスなどの部下達からはあまり頼りにされておらず、「一番弱いボス」と言われた事も。そのマントのダサさは部下たちの間で噂になるほど。それが原因か、女性にモテない。度々、キイスとコンタクトを取っている。
その正体はガゼル国の大臣であり、本物の囚人27号を釈放した張本人。27号がネルガルに変身してサシュ公国を壊滅させたのも彼が仕向けた事である。
部下たちにガゼル王（ゼロ）らを魔法で始末させるも、ゼロらの足場が抜け落ち失敗。その後彼が計画者と言う事を知ったサニーにより成敗される。
サニーにより城から吹っ飛ばされるが、木に引っ掛かり生存。王の命により終身刑となる。
本物の囚人27号
ゼロ（ルディアンディラス王子）が姿を真似ていた囚人。
産まれて直後に火炎魔法を発動し、町を灰とする。それにより両親らを殺害。それを罪とされ生まれ持っての終身刑となる。
独房から出たい一心で書物を漁り、防犯のため法で禁止されていた変身魔法を習得。様々な姿に化けて脱獄を試みるも失敗する。
その魔法を脅威とされ、口封じの札と共に目印として仮面を強制的に付けられる。
その後、変身魔法を買ったディルラントの手により半年以上前に釈放。彼の命によりネルガルに化けサシュ公国を壊滅。
その責任を取りガゼル国王が退位した後、ルディアンディラスを暗殺して彼になり変わる。
暗い独房で育っていたため目が悪く、瓶底メガネを使用している。
自分を初めて必要としたディルラントの事を、心から尊敬している。
ネルガルの札に掛けておいた二重封印の暗号を教えてしまう等ドジな面もあるが、ルディアンディアスが敵わないほどの魔法術の持ち主である。
封印の解けたネルガルと対決した際、詠唱なしで魔法を唱えられるほど成長していたが、ネルガルには敵わなかった。
自棄になって放った爆砕魔法（サシュ公国を壊滅させた呪文）も、ネルガルにより呪文配列を変えられ性質変化、無力化される。
その後、終身刑を言い渡され監獄の結界房（ネルガルがいた独房）に。その後キイスらによりニナ（囚人番号の27から）の名を与えられる。
ルーシー・クライズラー
サニーの姉。酷いブラコンの持ち主。
ウォルターの事をチンピラとして軽蔑しており、更生した現在もサニーに付きまとうストーカーと忌み嫌っている。
小学生の頃のウォルターに告白された事があり、それをフッた為にその仕返しとしてサニーに嫌がらせをしていると思い込んでいる。
サニーのメチャクチャな身体能力は彼女が「手に職をつけなくちゃ」と一年間山籠りさせた事による。

## 4コマ・読み切り版

### 概要
「GGグランプリ」に掲載された4コマ漫画、また、その後の読み切り漫画。これらが人気を博し、『閉ざされたネルガル』が連載となった。読み切りは風邪と格闘しながら1ヶ月で仕上げたらしい。

### あらすじ
非合法の魔法で一国を壊滅させた罪で、現在絶望の丘（ディスペアヒルズ）監獄の結界独房に閉じ込められている『暗黒魔導士』ネルガル。しかし彼は無実の罪で幽閉されていた。4コマ版では無罪放免、読み切りではその後を描いている。

### 登場人物
マクシミリアン・ネルガル
無実の罪で1年以上監獄に囚われている主人公。世紀の魔導士と呼ばれていたが、現在は死刑囚。注射が苦手。服役中、親から絶縁状を送られている。
釈放後の読み切りでは、その素顔が明かされた。
サニー
就職してから3ヶ月目の見習い看守。文字が読めない。
ウォルターの言葉を手掛かりに真実を知り、無実の罪で処刑されようとしていたネルガルを助け出した。
ワレンチナ・バシリ
ネルガルの魔法学校時代の後輩。世紀の魔導士であるネルガルに次ぐ実力の持ち主。面会の際のネルガルの様子からすると仲はよかったらしいが、実際はネルガルのことを酷く憎んでいる。
ネルガルを陥れた真犯人。また、適当な理由をつけてネルガルの口と左目を封じたのも彼である。
ガゼル城内に広い部屋を持っており、逮捕までそこで暮らしていた。ナルシストであり、精神的に不安定な面も見られる。飼っている猫には、ネルガルを敵だと教育していた。
連載版のとある人物と容姿がとても似ている。
ウォルター
サニーの上司。バシリの抵抗により、釈放後もなお札が外されていないネルガルを不憫に思っている。

## メディア

### 単行本
- 1巻（2008年1月22日初版発行） ISBN 978-4-7575-2179-7
- 2巻（2008年9月22日初版発行） ISBN 978-4-7575-2358-6
- 3巻（2009年3月22日初版発行） ISBN 978-4-7575-2513-9
- 4巻 ISBN 978-4-7575-2696-9
- 5巻 ISBN 978-4-7575-2843-7
- 6巻 ISBN 978-4-7575-2990-8
- 7巻 ISBN 978-4-7575-3058-4

### その他
特製ホワイトボード
期間限定で応募するともらえた。
ネルガル団・ピンバッジ
『月刊少年ガンガン』内のコーナー「ネルガル団のアジト」でハガキが掲載されるともらえた。